# Partido Nacional de Somalilandia
El Partido Nacional de Somalilandia (en inglés: Somaliland National Party; somalí: Xisbiga Waddani, lit. Partido Patriótico), a veces denominado Partido Nacional Waddani o simplemente por su abreviatura somalí Waddani es un partido político somalilandés de tendencia populista, en la actualidad el principal partido de la oposición. Fue fundado en 2012 como una división del Partido Justicia y Bienestar (UCID) poco antes de las elecciones municipales de ese año. Su fundador y primer presidente fue Abdirahman Mohamed Abdullahi, que también fuera su candidato presidencial en las elecciones de 2017. Desde el 16 de noviembre de 2021, el partido es presidido por Hersi Ali Haji Hassan.
Ideológicamente, Waddani es una formación bastante amplia. Se inclina a la izquierda en términos económicos, defendiendo el establecimiento de un sistema sanitario universal, la inversión pública y la duplicación de recursos en educación. Es progresista en temas relacionados con los derechos de las minorías y las libertades fundamentales, como proponer un quórum del 30% de mujeres en el parlamento. El partido también apoya una mayor descentralización. Además, el partido otorga gran importancia a la herencia moral y cultural islámica y tiene la intención de darle un lugar más importante en el sistema educativo y en el establecimiento de leyes. La política económica y diplomática del partido también es más nacionalista que la de sus rivales, y este nacionalismo también se aplica a cuestiones de defensa, con el partido prometiendo aumentar la financiación dedicada al ejército.
Desde las elecciones parlamentarias de 2021, Waddani ocupa la primera minoría en la Cámara de Representantes con 31 escaños.